# Premio Nacional Tlatoani

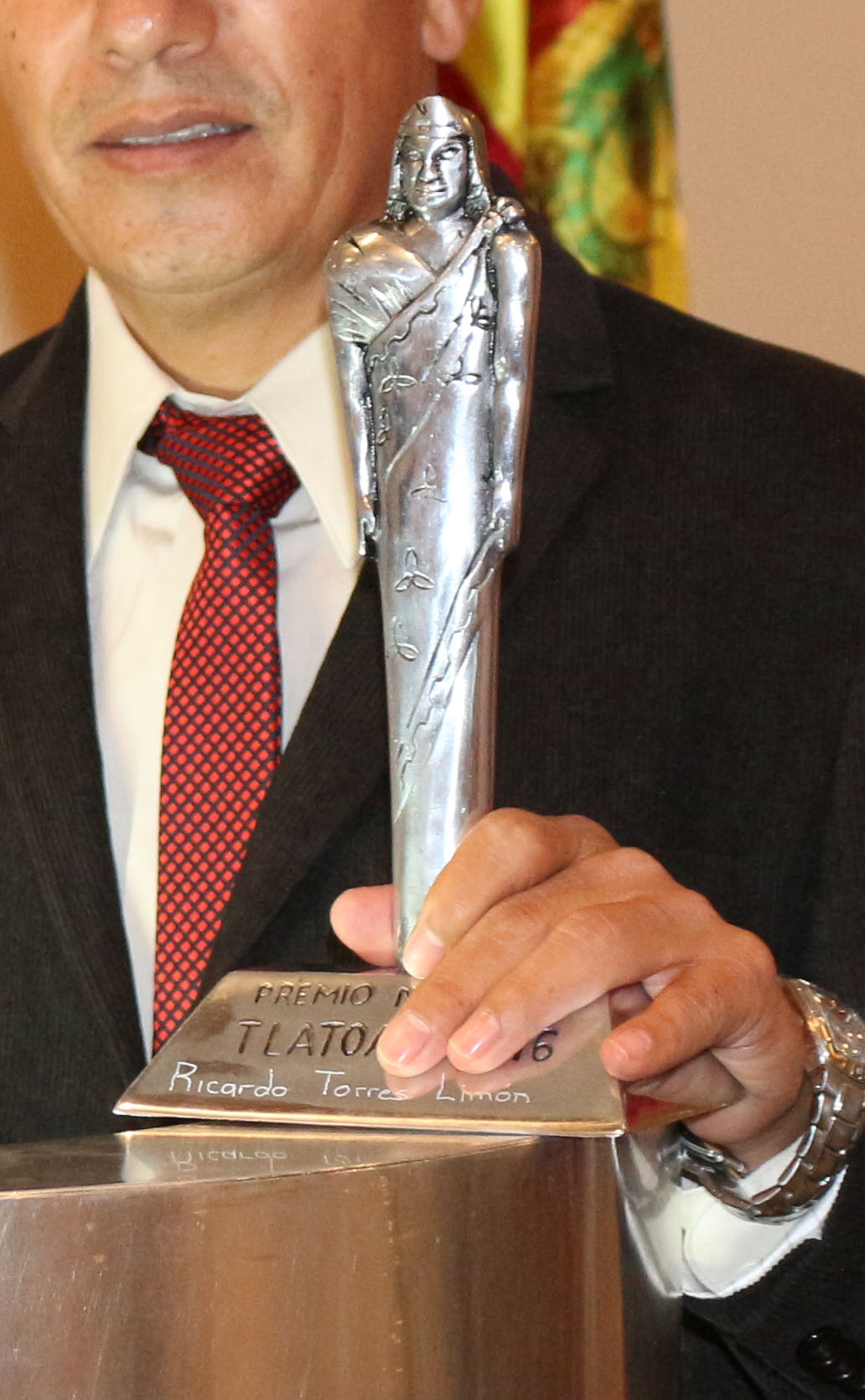
Estatuilla del Premio Nacional Tlatoani

La palabra "Tlatoani" significa “Gobernante” en Náhuatl. La primera edición de la entrega del Premio Nacional Tlatoani se llevó a cabo el 1 de enero del año 2012 otorgado por la asociación civil, Instituto Mejores Gobernantes. Dicha estatuilla, moldeada por la diseñadora de modas internacional Gala Limón Archivado el 14 de agosto de 2016 en Wayback Machine., es un homenaje en pewter a la riqueza mexicana heredada de los pueblos indígenas, que en fusión con la cultura española dieron como resultado al mexicano actual.

## Fundamento de la Estatuilla
El Premio Nacional Tlatoani, se entrega a nombre del Instituto Mejores Gobernantes y su Presidente Galo Limón, a Presidentes Municipales, Diputados, Secretarios de Ayuntamiento, Delegados, Síndicos, Tesoreros, Regidores, Directores de Obra Pública e Institutos de Turismo y de la Mujer,  por su contribución al desarrollo de México e Iberoamérica a través de una buena gestión pública. Se realizan sondeos de opinión con la ciudadanía donde se desempeña el servidor público y dependiendo de la calificación emitida por el Comité de Evaluación y Selección del Instituto Mejores Gobernantes, se decide si un funcionario resulta ganador. El Premio refleja el esfuerzo coordinado con equipos de trabajo, aunado a la labor y compromiso de los nominados. En el marco de la entrega de dicho galardón, los ganadores reciben capacitación que les orienta para continuar con su correcta administración.

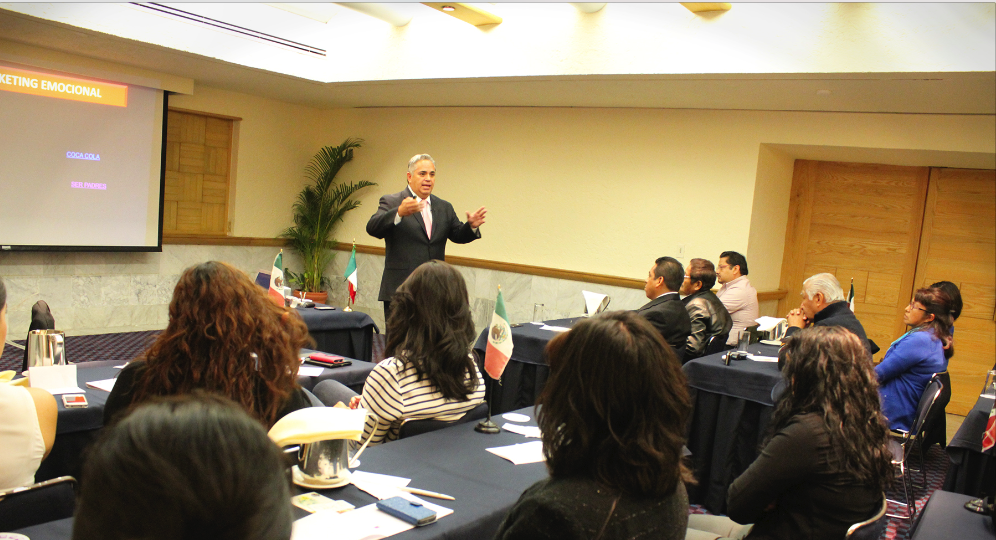
Seminario de Capacitación del Premio Nacional Tlatoani

## Criterios de Evaluación
Actualmente, las bases para obtener el Premio, el Comité de Evaluación analiza los siguientes criterios de evaluación para declarar triunfante al nominado:
- Impacto social; alto, medio o bajo de la comprobación práctica de la mejora.
- Nivel de propuesta para la solución de problemática ciudadana.
- Innovación, importancia y originalidad de la respuesta a la demanda de la población.
- Calidad de las aportaciones para la resolución de los problemas sociales.
- Percepción de la ciudadanía sobre la Imagen Pública del servidor en proceso de Evaluación.

## Algunos Ganadores
Algunos ganadores de ediciones pasadas de la entrega del Premio Nacional Tlatoani se han otorgado, por ejemplo, a la diputada Esthela de Jesús Ponce, en el año 2014, al Diputado Jorge Gaviño Ambriz en 2013, al Diputado Alfonso Robledo en el mismo año y al Ombudsman Felipe de Jesús Álvarez Cibrián, en el año 2016, por sus respectivas acciones durante su gestión, así como por ejemplo al Dr. Victor Hugo Garzón-Barrientos, Oncologo Molecular, como director del Instituto Estatal de cancerología de Guerrero, y al Lic. Velazco Coello, como Gobernador de Chiapas. El licenciado Enrique Cortés Mendoza como tesorero en Parácuaro, Michoacán.